# Sùng bái cá nhân Tập Cận Bình

Chân dung ông Tập Cận Bình tại Bắc Kinh, tháng 9 năm 2015

Sự sùng bái cá nhân đã hình thành xung quanh Tập Cận Bình kể từ khi ông trở thành Tổng Bí thư Đảng Cộng sản Trung Quốc, nhà cầm quyền và là lãnh đạo tối cao của Cộng hòa Nhân Dân Trung Hoa kể từ năm 2012.

## Bối cảnh
Sau khi Đặng Tiểu Bình bắt đầu cải cách kinh tế Trung Quốc và đưa ra khái niệm tập thể lãnh đạo vào cuối những năm 1970 thì không còn tồn tại sự sùng bái cá nhân xung quanh các nhà lãnh đạo Trung Quốc. Kể từ khi lên nắm quyền vào năm 2012, ông Tập Cận Bình đã bắt đầu tập trung quyền lực và mở đường cho sự sùng bái cá nhân. Đảng Cộng sản Trung Quốc đã phủ nhận tồn tại bất kỳ sự sùng bái cá nhân nào. Tạ Xuân Đào, trưởng khoa học thuật của Trường Đảng Trung ương do chính phủ tài trợ đã tuyên bố cho rằng "sự kính trọng và yêu mến" mà người dân Trung Quốc dành cho ông Tập là "tự nhiên" và "chân thành"; nó không có điểm gì tuơng đồng với sự sùng bái cá nhân. Hiện nay, Điều lệ Đảng Cộng sản Trung Quốc cấm mọi hình thức sùng bái cá nhân.

## Sự sùng bái cá nhân

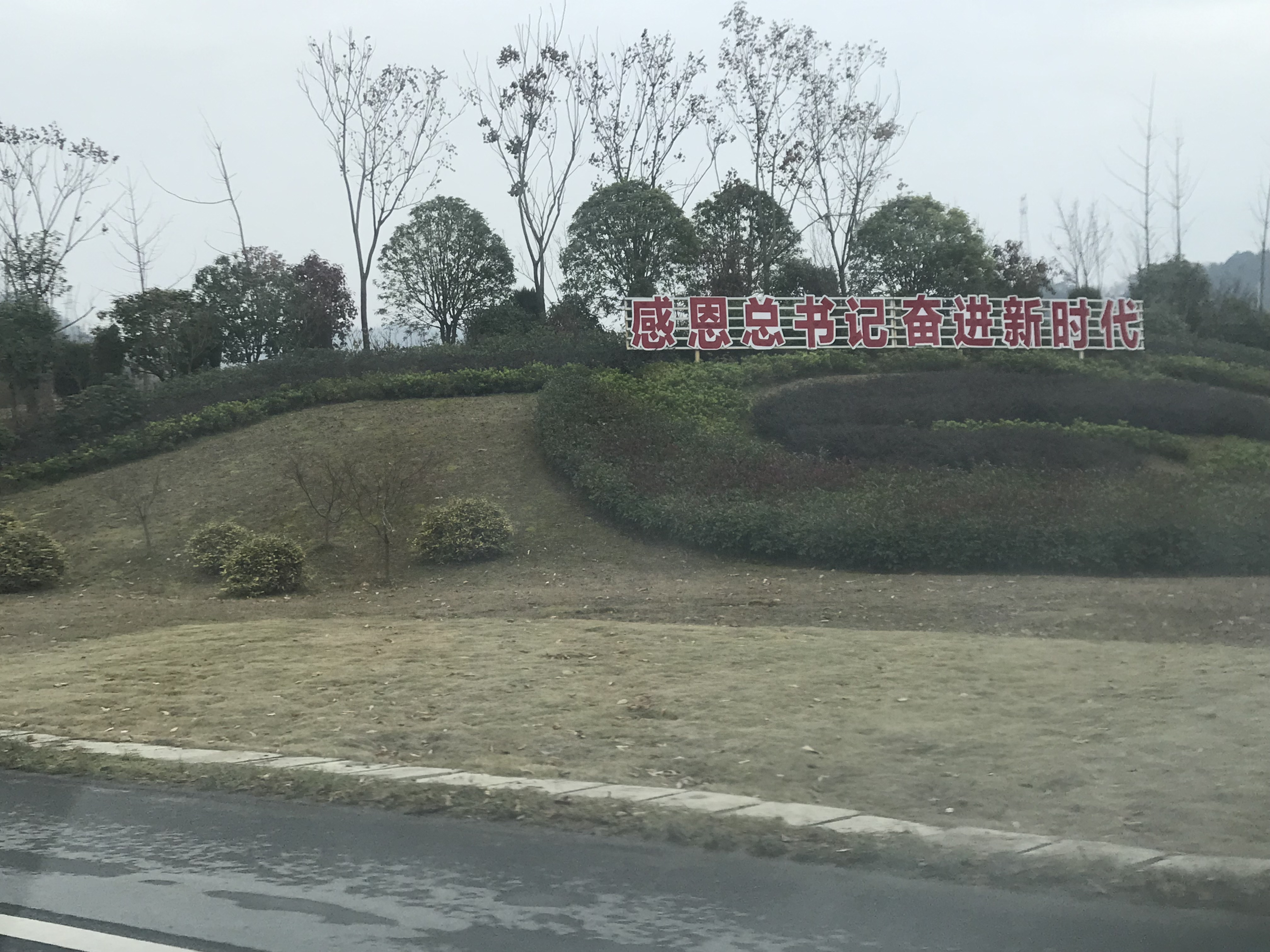
Khẩu hiệu cỡ lớn tại Thuần An, "Biết ơn Tổng Bí thư; Nỗ lực hướng tới kỷ nguyện mới".

Hình ảnh ông Tập Cận Bình trong một cửa hàng bán bánh bao ở Đường Sơn.

Kể từ khi ông Tập Cận Bình lên nắm quyền vào năm 2012, sách, phim hoạt hình, bài hát nhạc pop và điệu nhảy tôn vinh sự lãnh đạo của ông đã xuất hiện. Vào năm 2017, chính quyền địa phương của tỉnh Giang Tây đã yêu cầu những người theo đạo Cơ Đốc giáo thay ảnh Giê-su của họ bằng ảnh Tập Cận Bình. Viết trên tờ Sydney Morning Herald, nhà báo Philip Wen đã cho rằng "có lẽ đặc điểm ấn tượng nhất mà ông Tập tương đồng với Mao là văn hóa sùng bái cá nhân ngày càng trở nên phổ biến, nó được thổi phồng bởi ban tuyên truyền trung ương thực hiện, tạo ra những kết quả chói tay như: trang nhất các tờ báo đều xuất hiện mọi hành động của ông Tập, những đoạn video nhạc ngọt ngào khẳng định về tình yêu và lòng trung thành đối với nhà lãnh đạo". Vào tháng 5 năm 2016, ngay trước lễ kỷ niệm 50 năm Đại Cách mạng Văn hóa vô sản của Mao Trạch Đông, nhiều "buổi biễu diễn phục hưng theo chủ đề Mao" được tổ chức tại Đại lễ đường Nhân dân cùng với các "bài nhạc đỏ" cách mạng được sáng tác để khơi dậy nỗi nhớ về kỷ nguyên của Mao với "hình ảnh khổng lồ của Mao và Tập được chiếu trên sân khấu".
Ông Tập đã từng tuyên bố đã khiêng bao lúa mì nặng 110 kg đi 3 dặm đường núi mà không đổi vai, một kỳ tích được xem là phi thường và được CCTV phát sóng trong một chiến dịch được mô tả là xây dựng hình ảnh. Khi tái đắc cử vào năm 2017, ông Tập đã chiếm sóng toàn bộ trang nhất của Nhân Dân nhật báo khi so với các ấn bản trước đó, vốn chính quyền nước này nhấn mạnh mô hình "tập thể lãnh đạo". Hệ tư tưởng chính trị mang tên ông, tư tưởng Tập Cận Bình đã được ghi vào Điều lệ Đảng Cộng sản Trung Quốc tại Đại hội toàn quốc lần thứ 19 vào tháng 10 năm 2017 và được đưa vào hiến pháp một năm sau đó. CCTV đã mô tả các Đại biểu Quốc hội đã "khóc trong hạnh phúc" vì ông Tập Cận Bình tái đắc cử Chủ tịch nước vào năm 2018.
Kể từ tháng 10 năm 2017, nhiều trường đại học trên khắp Trung Quốc đã đặt Tư tưởng Tập Cận Bình làm cốt lõi trong chương trình giảng dạy, đây là lần đầu tiên kể từ thời Mao Trạch Đông, một nhà lãnh đạo Trung Quốc được coi là có tầm vóc học thuật tương tự. Đại học Phục Đán đã sửa đổi điều lệ của trường nhằm loại bỏ "độc lập học thuật và tự do tư tưởng" bao gồm "cam kết tuân theo sự lãnh đạo của Đảng Cộng sản", dẫn đến nhiều cuộc biểu tình của sinh viên đã diễn ra. Đồng thời, Đại học Phục Đán đã phải "trang bị cho giáo viên và nhân viên" tư tưởng Tập Cận Bình, dẫn đến nhiều lo ngại về việc tự do học thuật của Phục Đán đang giảm dần. Thậm chí, một số cựu tù nhân trong trại cải tạo Tân Cương đã xác nhận họ đã bị buộc phải cảm ơn nhà lãnh đạo bằng cách hô to, "Tập Cận Bình muôn năm".
Vào tháng 10 năm 2018, kênh truyền hình Hồ Nam đã bắt đầu phát sóng một trò chơi truyền hình về Tập Cận Bình và tư tưởng của ông. Tháng 1 năm 2019, Alibaba đã cho ra mắt một ứng dụng di động để nghiên cứu về tư tưởng Tập Cận Bình có tên Học Tập Cường Quốc. Tính đến tháng 10 năm 2019, nền tảng này đã có hơn 100 triệu người dùng đang hoạt động, và đồng thời cũng là ứng dụng được tải xuống nhiều nhất nội địa trên App Store của Apple, vượt qua các ứng dụng mạng xã hội khác như WeChat hay TikTok. Tên của ứng dụng là cách chơi chữ của tên ông. Cụm từ Học Tập vừa nghĩa là "học tập", vừa có nghĩa là "học hỏi từ ông Tập".
Ngày 15 tháng 6 năm 2020, ngày sinh nhật của Tập Cận Bình, Học tập Thời báo, phương tiện truyền thông do Trường Đảng Trung ương điều hành đã gọi tư tưởng Tập Cận Bình là "Chủ nghĩa Marx của thế kỷ 21". Tin tức còn mô tả tư tưởng Tập Cận Bình là phương pháp khoa học duy nhất để giải thích "phép lạ" của Trung Quốc trong thế kỷ 21. Đồng thời cũng cung cấp "giải pháp cho các vấn đề hiện đại của loài người" và khẳng định chủ nghĩa xã hội tốt hơn chủ nghĩa tư bản.
Trước đó vào tháng 10 năm 2017, Bộ Chính trị đã gọi ông Tập Cận Bình là lãnh tụ (领袖), một thuật ngữ tôn kính dành cho "nhà lãnh đạo" mà trước đây chỉ trao cho Tưởng Giới Thạch, Mao Trạch Đông và người kế tục ông là Hoa Quốc Phong. Đôi khi ông còn được gọi là Thái Đà Thủ (大舵手; người lái tàu vĩ đại), hay tháng 7 năm 2018 Lật Chiến Thư, Ủy viên trưởng Ủy ban Thường vụ đã gọi ông Tập là "Lãnh đạo cốt lõi" của Đảng. Vào ngày 25 tháng 12 năm 2019, Bộ Chính trị nước này đã chính thức gọi ông Tập là Lãnh tụ Nhân dân (人民领袖; rénmín lǐngxiù), một danh hiệu trước đây chỉ dành cho ông Mao Trạch Đông.